# Édouard Roger-Vasselin
Édouard Roger-Vasselin (ur. 28 listopada 1983 w Gennevilliers) – francuski tenisista, mistrz French Open 2014 w grze podwójnej i French Open 2024 w grze mieszanej, reprezentant kraju w Pucharze Davisa, olimpijczyk z Paryża (2024).
Vasselin jest synem półfinalisty French Open z 1983 roku, Christophe Rogera-Vasselina.

## Kariera tenisowa
W gronie profesjonalistów od 2002 roku.
W grze pojedynczej wygrał 4 turnieje rangi ATP Challenger Tour. Na początku marca 2013 roku Vasselin osiągnął finał zawodów kategorii ATP World Tour w Delray Beach, po wyeliminowaniu m.in. w półfinale Johna Isnera. Spotkanie o tytuł przegrał 6:7(3), 3:6 z Ernestsem Gulbisem. Drugi finał singlowy w imprezach tej rangi Vasselin osiągnął w styczniu 2014 roku w Ćennaju, pokonany przez Stana Wawrinkę. Francuz trzykrotnie osiągał trzecią rundę zawodów wielkoszlemowych – po raz pierwszy podczas French Open w 2007 roku, kiedy otrzymawszy od organizatorów dziką kartę, zwyciężył w I rundzie z Marcosem Danielem, w II rundzie z Radkiem Štěpánkiem, by przegrać w dalszej fazie z Juanem Mónaco.
W rozgrywkach deblowych Francuz triumfował w 28 turniejach, w tym w czerwcu 2014 roku we French Open w parze z Julienem Benneteau. Dodatkowo Vasselin przegrał 19 finałów imprez gry podwójnej, wliczając w to mecze mistrzowskie Wimbledonu 2016 i Wimbledonu 2019.
We wrześniu 2022 osiągnął finał w mikście podczas US Open, partnerując Kirsten Flipkens, z którą w finale przegrali z parą Storm Sanders–John Peers 6:4, 4:6, 7–10. Na początku czerwca 2024 roku wygrał French Open wspólnie z Laurą Siegemund, po finale zakończonym wynikiem 6:4, 7:5 z Desirae Krawczyk i Nealem Skupskim.
Olimpijczyk z Paryża (2024), gdzie awansował razem z Gaëlem Monfilsem do drugiej rundy debla oraz odpadł w pierwszej rundzie miksta partnerując  Caroline Garcii.
Od września 2023 roku reprezentant Francji w Pucharze Davisa.
Najwyżej w rankingu ATP singlistów zajmował 35. miejsce (10 lutego 2014), a rankingu deblistów 6. pozycję (3 listopada 2014).

### Finały w turniejach ATP Tour
| Legenda                                      |
| -------------------------------------------- |
| Wielki Szlem                                 |
| Igrzyska olimpijskie                         |
| Tennis Masters Cup / ATP Finals              |
| ATP Masters Series / ATP Tour Masters 1000   |
| ATP International Series Gold / ATP Tour 500 |
| ATP International Series / ATP Tour 250      |

#### Gra pojedyncza (0–2)
| Końcowy wynik | Nr | Data            | Turniej      | Nawierzchnia | Przeciwnik     | Wynik finału |
| ------------- | -- | --------------- | ------------ | ------------ | -------------- | ------------ |
| Finalista     | 1. | 3 marca 2013    | Delray Beach | Twarda       | Ernests Gulbis | 6:7(3), 3:6  |
| Finalista     | 2. | 5 stycznia 2014 | Ćennaj       | Twarda       | Stan Wawrinka  | 5:7, 2:6     |

#### Gra podwójna (28–19)
| Końcowy wynik | Nr  | Data                 | Turniej            | Nawierzchnia  | Partner           | Przeciwnicy                         | Wynik finału                        |
| ------------- | --- | -------------------- | ------------------ | ------------- | ----------------- | ----------------------------------- | ----------------------------------- |
| Zwycięzca     | 1.  | 5 lutego 2012        | Montpellier        | Twarda (hala) | Nicolas Mahut     | Paul Hanley Jamie Murray            | 6:4, 7:6(4)                         |
| Zwycięzca     | 2.  | 26 lutego 2012       | Marsylia           | Twarda (hala) | Nicolas Mahut     | Dustin Brown Jo-Wilfried Tsonga     | 3:6, 6:3, 10–6                      |
| Zwycięzca     | 3.  | 23 września 2012     | Metz               | Twarda (hala) | Nicolas Mahut     | Johan Brunström Frederik Nielsen    | 7:6(3), 6:4                         |
| Zwycięzca     | 4.  | 15 lipca 2013        | Newport            | Trawiasta     | Nicolas Mahut     | Tim Smyczek Rhyne Williams          | 6:7(4), 6:2, 10–5                   |
| Finalista     | 1.  | 21 lipca 2013        | Bogota             | Twarda        | Igor Sijsling     | Purav Raja Divij Sharan             | 6:7(4), 6:7(3)                      |
| Zwycięzca     | 5.  | 28 lipca 2013        | Atlanta            | Twarda        | Igor Sijsling     | Colin Fleming Jonathan Marray       | 7:6(6), 6:3                         |
| Zwycięzca     | 6.  | 6 października 2013  | Tokio              | Twarda        | Rohan Bopanna     | Jamie Murray John Peers             | 7:6(5), 6:4                         |
| Zwycięzca     | 7.  | 23 lutego 2014       | Marsylia           | Twarda (hala) | Julien Benneteau  | Paul Hanley Jonathan Marray         | 4:6, 7:6(6), 13–11                  |
| Zwycięzca     | 8.  | 8 czerwca 2014       | French Open, Paryż | Ceglana       | Julien Benneteau  | Marcel Granollers Marc López        | 6:3, 7:6(1)                         |
| Finalista     | 2.  | 12 października 2014 | Szanghaj           | Twarda        | Julien Benneteau  | Bob Bryan Mike Bryan                | 3:6, 6:7(3)                         |
| Zwycięzca     | 9.  | 26 lipca 2015        | Bogota             | Twarda        | Radek Štěpánek    | Mate Pavić Michael Venus            | 7:5, 6:3                            |
| Finalista     | 3.  | 16 sierpnia 2015     | Montreal           | Twarda        | Daniel Nestor     | Bob Bryan Mike Bryan                | 6:7(5), 6:3, 6–10                   |
| Zwycięzca     | 10. | 23 sierpnia 2015     | Cincinnati         | Twarda        | Daniel Nestor     | Marcin Matkowski Nenad Zimonjić     | 6:2, 6:2                            |
| Zwycięzca     | 11. | 27 września 2015     | Metz               | Twarda (hala) | Łukasz Kubot      | Pierre-Hugues Herbert Nicolas Mahut | 2:6, 6:3, 10–7                      |
| Finalista     | 4.  | 11 października 2015 | Pekin              | Twarda        | Daniel Nestor     | Vasek Pospisil Jack Sock            | 6:3, 3:6, 6–10                      |
| Finalista     | 5.  | 9 lipca 2016         | Wimbledon, Londyn  | Trawiasta     | Julien Benneteau  | Pierre-Hugues Herbert Nicolas Mahut | 4:6, 6:7(1), 3:6                    |
| Zwycięzca     | 12. | 24 lipca 2016        | Waszyngton         | Twarda        | Daniel Nestor     | Łukasz Kubot Alexander Peya         | 7:6(3), 7:6(4)                      |
| Zwycięzca     | 13. | 23 października 2016 | Antwerpia          | Twarda (hala) | Daniel Nestor     | Pierre-Hugues Herbert Nicolas Mahut | 6:4, 6:4                            |
| Finalista     | 6.  | 14 maja 2017         | Madryt             | Ceglana       | Nicolas Mahut     | Łukasz Kubot Marcelo Melo           | 5:7, 3:6                            |
| Finalista     | 7.  | 25 czerwca 2017      | Londyn             | Trawiasta     | Julien Benneteau  | Jamie Murray Bruno Soares           | 2:6, 3:6                            |
| Zwycięzca     | 14. | 24 września 2017     | Metz               | Twarda (hala) | Julien Benneteau  | Wesley Koolhof Artem Sitak          | 7:5, 6:3                            |
| Finalista     | 8.  | 29 października 2017 | Bazylea            | Twarda (hala) | Fabrice Martin    | Ivan Dodig Marcel Granollers        | 5:7, 6:7(6)                         |
| Finalista     | 9.  | 14 kwietnia 2018     | Marrakesz          | Ceglana       | Benoît Paire      | Nikola Mektić Alexander Peya        | 5:7, 6:3, 7–10                      |
| Finalista     | 10. | 5 sierpnia 2018      | Waszyngton         | Twarda        | Mike Bryan        | Jamie Murray Bruno Soares           | 6:3, 3:6, 4–10                      |
| Zwycięzca     | 15. | 23 września 2018     | Metz               | Twarda (hala) | Nicolas Mahut     | Ken Skupski Neal Skupski            | 6:1, 7:5                            |
| Zwycięzca     | 16. | 21 października 2018 | Antwerpia          | Twarda (hala) | Nicolas Mahut     | Marcelo Demoliner Santiago González | 6:4, 7:5                            |
| Finalista     | 11. | 28 października 2018 | Wiedeń             | Twarda (hala) | Mike Bryan        | Joe Salisbury Neal Skupski          | 6:7(5), 3:6                         |
| Zwycięzca     | 17. | 10 lutego 2019       | Montpellier        | Twarda (hala) | Ivan Dodig        | Benjamin Bonzi Antoine Hoang        | 6:4, 6:3                            |
| Zwycięzca     | 18. | 25 maja 2019         | Lyon               | Ceglana       | Ivan Dodig        | Ken Skupski Neal Skupski            | 6:4, 6:3                            |
| Finalista     | 12. | 13 lipca 2019        | Wimbledon, Londyn  | Trawiasta     | Nicolas Mahut     | Juan Sebastián Cabal Robert Farah   | 7:6(5), 6:7(5), 6:7(6), 7:6(5), 3:6 |
| Finalista     | 13. | 22 września 2019     | Metz               | Twarda (hala) | Nicolas Mahut     | Robert Lindstedt Jan-Lennard Struff | 6:2, 6:7(1), 4–10                   |
| Zwycięzca     | 19. | 6 października 2019  | Tokio              | Twarda        | Nicolas Mahut     | Nikola Mektić Franko Škugor         | 7:6(7), 6:4                         |
| Zwycięzca     | 20. | 20 października 2019 | Sztokholm          | Twarda (hala) | Henri Kontinen    | Mate Pavić Bruno Soares             | 6:4, 6:2                            |
| Zwycięzca     | 21. | 18 października 2020 | Petersburg         | Twarda (hala) | Jürgen Melzer     | Marcelo Demoliner Matwé Middelkoop  | 6:2, 7:6(4)                         |
| Finalista     | 14. | 13 listopada 2020    | Sofia              | Twarda (hala) | Jürgen Melzer     | Jamie Murray Neal Skupski           | walkower                            |
| Finalista     | 15. | 22 listopada 2020    | Londyn             | Twarda (hala) | Jürgen Melzer     | Wesley Koolhof Nikola Mektić        | 2:6, 6:3, 5–10                      |
| Zwycięzca     | 22. | 28 lutego 2021       | Montpellier        | Twarda (hala) | Henri Kontinen    | Jonatan Erlich Andrej Wasileuski    | 6:2, 7:5                            |
| Finalista     | 16. | 19 marca 2022        | Indian Wells       | Twarda        | Santiago González | John Isner Jack Sock                | 6:7(4), 3:6                         |
| Zwycięzca     | 23. | 16 października 2022 | Florencja          | Twarda (hala) | Nicolas Mahut     | Ivan Dodig Austin Krajicek          | 7:6(4), 6:3                         |
| Finalista     | 17. | 30 października 2022 | Bazylea            | Twarda (hala) | Nicolas Mahut     | Ivan Dodig Austin Krajicek          | 4:6, 6:7(5)                         |
| Zwycięzca     | 24. | 26 lutego 2023       | Marsylia           | Twarda (hala) | Santiago González | Nicolas Mahut Fabrice Martin        | 4:6, 7:6(4), 10–7                   |
| Zwycięzca     | 25. | 2 kwietnia 2023      | Miami              | Twarda        | Santiago González | Austin Krajicek Nicolas Mahut       | 7:6(4), 7:5                         |
| Zwycięzca     | 26. | 5 sierpnia 2023      | Los Cabos          | Twarda        | Santiago González | Andrew Harris Dominik Koepfer       | 6:4, 7:5                            |
| Zwycięzca     | 27. | 29 października 2023 | Bazylea            | Twarda (hala) | Santiago González | Hugo Nys Jan Zieliński              | 6:7(8), 7:6(3), 10–1                |
| Zwycięzca     | 28. | 5 listopada 2023     | Paryż              | Twarda (hala) | Santiago González | Rohan Bopanna Matthew Ebden         | 6:2, 5:7, 10–7                      |
| Finalista     | 18. | 21 lipca 2024        | Hamburg            | Ceglana       | Fabien Reboul     | Kevin Krawietz Tim Pütz             | 6:7(8), 2:6                         |
| Finalista     | 19. | 6 kwietnia 2025      | Marrakesz          | Ceglana       | Hugo Nys          | Petr Nouza Patrik Rikl              | 3:6, 4:6                            |

#### Gra mieszana (1–1)
| Końcowy wynik | Nr | Data             | Turniej            | Nawierzchnia | Partnerka        | Przeciwnicy                   | Wynik finału   |
| ------------- | -- | ---------------- | ------------------ | ------------ | ---------------- | ----------------------------- | -------------- |
| Finalista     | 1. | 10 września 2022 | US Open, Nowy Jork | Twarda       | Kirsten Flipkens | Storm Sanders John Peers      | 6:4, 4:6, 7–10 |
| Zwycięzca     | 1. | 6 czerwca 2024   | French Open, Paryż | Ceglana      | Laura Siegemund  | Desirae Krawczyk Neal Skupski | 6:4, 7:5       |